# Episodi di Beverly Hills 90210 (seconda stagione)
La seconda stagione della serie televisiva Beverly Hills 90210 è andata in onda in prima visione negli Stati Uniti dall'11 luglio 1991 al 7 maggio 1992 sul network Fox.
In Italia è stata trasmessa tra il 14 febbraio e il 5 ottobre 1993 su Italia 1. La stagione ha avuto una media di sei milioni di spettatori a puntata. Il doppio episodio in finale di stagione, trasmesso il 5 ottobre 1993 (come primo doppio episodio della nuova stagione, la terza), è stato seguito da più di cinque milioni e mezzo di spettatori con uno share del 19,64%.
| nº | Titolo originale                            | Titolo italiano               | Prima TV USA      | Prima TV Italia  |
| -- | ------------------------------------------- | ----------------------------- | ----------------- | ---------------- |
| 1  | Beach Blanket Brandon                       | Crisi sentimentale            | 11 luglio 1991    | 14 febbraio 1993 |
| 2  | The Party Fish                              | Un regalo per Brandon         | 18 luglio 1991    | 14 febbraio 1993 |
| 3  | Summer Storm                                | Tempesta d'estate             | 25 luglio 1991    | 25 febbraio 1993 |
| 4  | Anaconda                                    | Anaconda                      | 1º agosto 1991    | 25 febbraio 1993 |
| 5  | Play It Again, David                        | Doppio misto                  | 8 agosto 1991     | 2 marzo 1993     |
| 6  | Pass / Not Pass                             | Un successo a metà            | 15 agosto 1991    | 2 marzo 1993     |
| 7  | Camping Trip                                | Lezione di vita               | 29 agosto 1991    | 4 marzo 1993     |
| 8  | Wildfire                                    | Fuoco greco                   | 12 settembre 1991 | 4 marzo 1993     |
| 9  | Ashes To Ashes                              | Affari di colore              | 19 settembre 1991 | 11 marzo 1993    |
| 10 | Necessity Is a Mother                       | Conflitti interiori           | 26 settembre 1991 | 11 marzo 1993    |
| 11 | Leading From The Heart                      | Guidati dal cuore             | 10 ottobre 1991   | 18 marzo 1993    |
| 12 | Down and Out (Of District) In Beverly Hills | Questione di vita o di morte  | 17 ottobre 1991   | 18 marzo 1993    |
| 13 | Halloween                                   | La notte di Halloween         | 31 ottobre 1991   | 25 marzo 1993    |
| 14 | The Next 50 Years                           | La scatola del tempo          | 7 novembre 1991   | 25 marzo 1993    |
| 15 | U4EA                                        | Una brutta esperienza         | 14 novembre 1991  | 1º aprile 1993   |
| 16 | My Desperate Valentine                      | Un amore disperato            | 21 novembre 1991  | 1º aprile 1993   |
| 17 | Chuckie's Back                              | Fantasmi del passato          | 12 dicembre 1991  | 7 aprile 1993    |
| 18 | A Walsh Family Christmas                    | Una vigilia particolare       | 19 dicembre 1991  | 7 aprile 1993    |
| 19 | Fire And Ice                                | Fuoco e ghiaccio              | 9 gennaio 1992    | 8 aprile 1993    |
| 20 | A Competitive Edge                          | Una marcia in più             | 23 gennaio 1992   | 15 aprile 1993   |
| 21 | Everybody's Talkin' 'Bout It                | Cinture di sicurezza          | 6 febbraio 1992   | 15 aprile 1993   |
| 22 | Baby Makes Five                             | Una cicogna per San Valentino | 13 febbraio 1992  | 22 aprile 1993   |
| 23 | Cardio-Funk                                 | La regina del surf            | 27 febbraio 1992  | 8 aprile 1993    |
| 24 | The Pit And the Pendulum                    | Il pozzo e il pendolo         | 19 marzo 1992     | 22 aprile 1993   |
| 25 | Meeting Mr. Pony                            | L'isola felice                | 2 aprile 1992     | 28 aprile 1993   |
| 26 | Things To Do On a Rainy Day                 | Un pomeriggio a sorpresa      | 23 aprile 1992    | 28 aprile 1993   |
| 27 | Mexican Standoff                            | Un romantico fine settimana   | 30 aprile 1992    | 5 ottobre 1993   |
| 28 | Wedding Bell Blues                          | Preparativi di nozze          | 7 maggio 1992     | 5 ottobre 1993   |

## Crisi sentimentale
- Titolo originale: Beach Blanket Brandon
- Diretto da: Charles Braverman
- Scritto da: Darren Star

### Trama
È estate, la scuola è finita e Brandon vuole cercare un altro lavoro per poter guadagnare di più e comprarsi una Ford Mustang del 1965. Steve gli consiglia di parlare con Henry Thomas per lavorare al Beach Club di Beverly Hills. Brenda scopre di non essere incinta però, dopo lo spavento per aver rischiato di esserlo, decide di troncare con Dylan. Donna, David, Andrea e Brenda frequentano lezioni di arte drammatica con Chris Suiter.

## Un regalo per Brandon
- Titolo originale: The Party Fish
- Diretto da: Daniel Attias
- Scritto da: Charles Rosin

### Trama
Brandon conosce Jerry Ratinger, un uomo che propone un contratto a Brandon affinché questi sorvegli sua moglie. Brandon conosce una ragazza di nome Sandy, con la quale si scambia un bacio: poco dopo scopre che la ragazza è l'amante di Jerry. Brandon vede la macchina dei suoi sogni però non la vuole poiché proviene dalle mani di Jerry Ratinger. David, Andrea, Brenda e Donna si divertono a lezione di arte drammatica, Steve diventa geloso quando scopre che Maia Landen preferisce David. Di sera il gruppo, ad eccezione di David, si reca in spiaggia per vedere l'accoppiamento dei pesci notturni.

## Tempesta d'estate
- Titolo originale: Summer Storm
- Diretto da: Charles Braverman
- Scritto da: Steve Wasserman & Jessica Klein

### Trama
Mentre il padre di Dylan è accusato di evasione fiscale, il giovane McKay ha un incidente con la tavola da surf che gli provoca la rottura di tre costole. I Walsh lo accolgono a casa loro, sebbene Jim non sia molto d'accordo, ancor meno quando lo vede baciarsi con Brenda. Kelly conosce e bacia Kyle però il ragazzo le confessa di essere omosessuale. Steve prende in giro Kyle per non essere andato oltre con Kelly. Nel corso di arte drammatica, Donna interpreta Romeo e David Giulietta.

## Anaconda
- Titolo originale: Anaconda
- Diretto da: Daniel Attias
- Scritto da: Jonathan Roberts

### Trama
Steve, Brandon, Paul, Danny e David fanno una partita a carte giocandosi dei soldi mentre Brenda e Donna sono semplici spettatrici. David vince molto mentre Dylan perde tutto e per questo viene poi sospettato di aver rubato al Beach Club. Brenda si ustiona per aver preso troppo sole.

## Doppio misto
- Titolo originale: Play it Again, David
- Diretto da: Charles Braverman
- Scritto da: Sherri Ziff

### Trama
Andrea chiede a Brandon che si comporti come un fratello maggiore con un ragazzo di nome Félix a cui farà da mentore. Più tardi Brandon scoprirà che il giovane ragazzo è vittima di abusi da parte della madre. Kelly è mortificata dal fatto che la madre esca con il padre di David e inizia a tramare contro la nuova coppia. Dylan chiama Brenda per andare a Maui.

## Un successo a metà
- Titolo originale: Pass / Not Pass
- Diretto da: Jefferson Kibbee
- Scritto da: Allison Adler

### Trama
Brandon compra una decappottabile gialla, però poco dopo l'auto si rompe nel bel mezzo della strada per cui il giovane Walsh si convince di essere stato truffato. Jim deve pagare affinché l'auto venga portata via dalla strada. Brenda e Andrea litigano per il professore Chris e Brenda le dà uno schiaffo vero (sebbene dovesse essere uno schiaffo per finta) durante una delle rappresentazioni. Solo dopo aver baciato Andrea, Chris confessa di avere una ragazza. Brenda si scusa con Andrea durante il ballo Hawaiano che si tiene nel club.

## Lezione di vita
- Titolo originale: Camping Trip
- Diretto da: Jeff Melman
- Scritto da: Karen Rosin

### Trama
Il gruppo di amici si dirige allo Yosemite National Park per fare un campeggio. Lì aiuteranno una giovane coppia ad affrontare una gravidanza a sorpresa. Più tardi, Dylan salva Brandon che rischia quasi di cadere da una rupe. Steve compra della birra e Dylan ricomincia a bere. Il gruppo discute sui divorzi dei loro rispettivi genitori mentre Brandon e Brenda sono felici che i propri genitori stiano ancora insieme. Jim a questo punto comunica   la sua teoria tecnico scientifica che ha usato per conquistare la moglie.

## Fuoco greco
- Titolo originale: Wild Fire
- Diretto da: Daniel Attias
- Scritto da: Steve Wasserman & Jessica Klein

### Trama
È il primo giorno di scuola e si presenta una nuova studentessa, Emily Valentine. Dylan le chiede subito di uscire, e poco dopo anche Brandon. Nel bagno della scuola stringe amicizia con Brenda, Kelly e Donna e si unisce a loro per lo spettacolo di Benvenuto organizzato da David. Quando Brenda scopre degli appuntamenti della ragazza si arrabbia molto, ma ben presto capisce di aver esagerato. Nel frattempo sia Dylan che Brandon riescono a baciare Emily, ma qualche sera dopo Brenda capisce di non aver dimenticato Dylan e tornano insieme.

## Affari di colore
- Titolo originale: Ashes to Ashes
- Diretto da: Charles Braverman
- Scritto da: Charles Rosin & Judi Ann Mason

### Trama
Brandon fa amicizia con una famiglia di colore, i Robinson. Ben presto i Robinson, trasferitesi vicino ai Walshes, diverranno oggetto di pettegolezzo per tutta Beverly Hills.

## Conflitti interiori
- Titolo originale: Necessity is a Mother
- Diretto da: Jefferson Kibbee
- Scritto da: Steve Wasserman & Jessica Klein

### Trama
Iris McKay, la madre di Dylan, arriva in città e Dylan attraversa un brutto periodo, bevendo troppo e perdendo molti soldi. Brenda è preoccupata e Brandon cerca di aiutarlo come quando egli fece lo stesso accompagnandolo agli alcolisti anonimi. Iris confessa a Dylan che riceverà molti soldi, quelli che Jack, suo padre, gli ha lasciato e che sono amministrati da Jim.

## Guidati dal cuore
- Titolo originale: Leading From the Heart
- Diretto da: Daniel Attias
- Scritto da: Darren Star

### Trama
Bobby, il cugino di Brenda e Brandon, fa loro una visita poiché sta valutando la possibilità di andare alla UCLA. Bobby da tre anni sta su una sedia a rotelle a causa di un incidente avuto mentre sciava. Durante una cena organizzata per festeggiare la patente di Brenda, Kelly e Bobby si baciano, ma Brenda non la prende bene perché ha paura che l'amica ferisca il cugino. Nel frattempo Emily Valentine decide di entrare a far parte del giornale della scuola, ma Andrea non la prende molto bene, gelosa anche della cotta che Brandon ha per la ragazza.

## Questione di vita o di morte
- Titolo originale: Down And Out (Of District) In Beverly Hills
- Diretto da: Charles Braverman
- Scritto da: Karen Rosin & Allison Adler

### Trama
Andrea vince la competizione del Times, però questo le procurerà molti problemi. Cliff Kramer scopre che la ragazza non vive con la nonna nel distretto di Beverly Hills per cui non potrebbe frequentare il West Beverly. Bisogna quindi convincere la nonna di Andrea a far trasferire da lei temporaneamente la nipote. Kelly, Donna e Brenda la aiutano ad arredare la casa per far credere che in quella casa viva un'adolescente. Steve e Christine si dichiarano amore reciproco, però uno dei due lo fa solo per interesse. Brandon e Dylan fanno una passeggiata a cavallo.

## La notte di Halloween
- Titolo originale: Halloween
- Diretto da: Michael Katleman
- Scritto da: Jonathan Roberts

### Trama
Per la festa di Halloween, Brandon decide di uscire con Emily e i suoi due cuginetti, quando però questi si perdono, Emily e Brandon si disperano: fortunatamente i piccoli sono andati a casa Walsh. David e Scott vogliono prendere parte a una lotta con le uova. Brenda e Dylan si travestono da Bonnie e Clyde, Donna ha qualche problema con il suo costume da sirena e Kelly viene quasi violentata ad una festa: i suoi amici riescono a salvarla però lei si sente in colpa.

## La scatola del tempo
- Titolo originale: The Next 50 Years
- Diretto da: Daniel Attias
- Scritto da: Karen Rosin & Charles Rosin

### Trama
Per il compleanno di Scott Scanlon sua madre, Pam, chiede a David, il miglior amico di Scott, di portare tutti i suoi amici alla festa. Tutto è apparentemente un disastro, Pam vede Brandon ed Emily baciarsi di nascosto. Scott trova una pistola e si spara accidentalmente morendo sotto lo sguardo sconvolto di David. A partire da questo momento tutti sembrano voler parlare di Scott e non smettono di fare domande a David, il quale accusa tutti di ricordarsi di Scott solo adesso, quando è ormai morto. La capsula del tempo del 1991 è dedicata soprattutto a Scott.
- Nota: ultimo episodio di Douglas Emerson

## Una brutta esperienza
- Titolo originale: U4EA
- Diretto da: Charles Braverman
- Scritto da: Allison Adler

### Trama
Emily convince tutti ad andare ad una discoteca illegale che cambia costantemente indirizzo e alla quale si accede scambiando un uovo e dieci dollari. Kelly decide di andare sebbene sua madre glielo abbia proibito; Andrea e Steve decidono di andarci più tardi ma poiché non riescono a trovare il luogo dello scambio non riescono a raggiungere il rave. Emily mette della droga nella bibita di Brandon che non sarà in grado di guidare e si convincerà, grazie anche alle insistenze di Dylan e Brenda, a lasciare lì la propria auto. La mattina seguente la macchina è completamente distrutta. Brandon decide di porre fine alla sua relazione con Emily.

## Un amore disperato
- Titolo originale: My Desperate Valentine
- Diretto da: Jeff Melman
- Scritto da: Michael Swerdlick

### Trama
Il gruppo di amici, compresa Emily, si riunisce a casa Walsh per costruire il carro che sfilerà alla parata della scuola. Dylan e Brenda assistono ad un concerto di violini. Emily tenta in ogni modo di rimettersi con Brandon per questo buca la ruota della sua moto affinché possa restare a dormire a casa Walsh. Un ultimo gesto disperato la spinge a cospargere il carro di benzina. Brenda e Dylan la trovano con un accendino tra le mani ma Brenda riesce a calmarla e a convincerla a farsi aiutare.

## Fantasmi del passato
- Titolo originale: Chuckie's Back
- Diretto da: Bradley Gross
- Scritto da: Steve Wasserman & Jessica Klein

### Trama
Wilson Chuckie non va d'accordo con Steve Sanders e per di più è una delle poche persone a sapere che Steve in realtà è stato adottato e questo lo fa infuriare. Dopo aver parlato con la sua madre adottiva, Samantha, Steve scopre che la sua madre naturale, il cui nome è Karen Brown, vive in New Mexico. Steve la va a cercare disperatamente nonostante la preoccupazione di Samantha. Andrea è molto interessata a scrivere un articolo, ma Brandon no. Donna bacia David.

## Una vigilia particolare
- Titolo originale: Walsh Family Christmas
- Diretto da: Darren Star
- Scritto da: Darren Star

### Trama
Steve arriva in New Mexico e subito incontra il nonno il cui nome è Al Brown. La felicità di Steve viene subito oscurata da una cattiva notizia: Al confessa a Steve che Karen è morta. Dylan rivive il suo rapporto con il padre nel fargli visita in carcere. Tutti si riuniscono a casa Walsh, compreso un senzatetto che Nat e Brandon incontrano al Peach Pit ma Jim e Cindy in un primo momento sono diffidenti. Jackie è sconvolta dal fatto che Mel trascorra il Natale con David e la sua ex moglie.

## Fuoco e ghiaccio
- Titolo originale:  Fire and Ice
- Diretto da: Jeff Melman
- Scritto da: Carl Sautter

### Trama
Dopo una partita di hockey su ghiaccio con Steve e Dylan, Brandon conosce una pattinatrice, Trisha Kinney. Trisha e Brandon si innamorano e si baciano. Tuttavia il coach di Trisha non vuole che la ragazza abbia alcuna relazione seria che possa distrarla. Brenda è arrabbiata con il suo capo perché le toglie tutte le commissioni per cui pianifica una vendetta con l'aiuto di sua madre: quest'ultima si farà passare per una cliente che la farà impazzire a causa dei suoi capricci. David compra a Donna un profumo molto costoso.

## Una marcia in più
- Titolo originale: A Competitive Edge
- Diretto da: David Carson
- Scritto da: Douglas Brooks West

### Trama
Brandon entra a far parte di una squadra della quale fa parte anche Steve. Quando Brandon scopre che la squadra fa uso di steroidi, si rifiuta di prenderli. Dylan avverte Steve dei pericoli. Brenda ha un incidente con la macchina e investe una donna, Rose. Questa in un primo momento si mostra comprensiva ma poi informa Brenda di avere il collo fratturato. Tutti danno la colpa a Brenda però poi quando la ragazza e Dylan fanno visita a Rose per sapere come sta, scoprono che si è trattato di un inganno. Dylan fa guidare la sua Porsche a Brenda.

## Cinture di sicurezza
- Titolo originale: Everybody's Talkin' 'Bout It
- Diretto da: Daniel Attias
- Scritto da: Karen Rosin & Charles Rosin

### Trama
Andrea intende promuovere il sesso sicuro basato sull'uso del preservativo ma poi confessa a Brandon di essere ancora vergine. Brenda scrive un articolo su cosa significasse per lei credere di essere incinta. Kelly è sconvolta quando scopre che Jackie potrebbe aspettare un bambino da Mel. Steve aiuta David a comprare i preservativi, ma Donna dice a David che lei non vuole farlo.

## Una cicogna per San Valentino
- Titolo originale: Baby Makes Five
- Diretto da: Bill D’Elia
- Scritto da: Steve Wasserman & Jessica Klein

### Trama
Dylan prepara una sorpresa a Brenda per la festa di San Valentino: nonostante le dia vari indizi Brenda non riesce ad indovinare che la sorpresa consiste nel fatto che dovranno donare del sangue. Kelly suggerisce a sua madre di abortire. Nat, Steve, Brandon e Andrea vanno alle corse di cavalli: la ragazza stupisce tutti azzeccando chi saranno i vincitori.

## La regina del surf
- Titolo originale: Cardio-Funk
- Diretto da: Daniel Attias
- Scritto da: Steve Wasserman & Jessica Klein

### Trama
Jim, Nat e Brandon decidono di mettere un karaoke al Peach Pit: tutti si mettono a cantare ma ciò che sembra essere una grande idea fa innervosire Brandon. Kelly e Brenda vanno a lezione di aerobica: qui Brenda conosce Tim e finisce per baciarlo. Dylan incontra nuovamente Sara in una delle sedute degli alcolisti anonimi. Anche Dylan e Sara si baciano, anche se lui non riesce a vedere un futuro in questa relazione. Dylan trascorre 90 giorni senza bere.

## Il pozzo e il pendolo
- Titolo originale: The Pit And the Pendulum
- Diretto da: Daniel Attias
- Scritto da: Larry Barber & Paul Barber

### Trama
Brandon incontra Marcie Claire, il cui padre, Dixon, un cliente di Jim, vuole impossessarsi del Peach Pit per abbatterlo e costruire un nuovo centro. Quando Brandon lo scopre cerca con tutti i mezzi di impedire che ciò non accada. Nat si arrende ed è disposto a vendere, ma tutto il gruppo di amici impedirà che il Peach Pitt venga chiuso per sempre.

## L'isola felice
- Titolo originale: Meeting Mr. Pony
- Diretto da: Bradley Gross
- Scritto da: Jonathan Lemkin

### Trama
I ragazzi devono studiare per gli esami e alcuni di loro decidono di farlo al Peach Pit dove Andrea si prende gioco di Steve. Brandon, Brenda e Dylan rimangono fino alla chiusura. Mentre Dylan e Brandon escono fuori per gettare la spazzatura, un uomo entra al Peach Pit con l'intento di rubare e punta una pistola a Brenda: la ragazza è costretta a dare tutti i soldi della cassa e a sdraiarsi per terra. Il giorno seguente Brenda continua ad avere degli incubi credendo di vedere ovunque quell'uomo il che le impedisce di concentrarsi sugli esami per cui decide di consultare uno specialista. Tutti gli amici le stanno vicino quando viene convocata per un riconoscimento.

## Un pomeriggio a sorpresa
- Titolo originale: Things to Do On a Rainy Day
- Diretto da: Bethany Rooney
- Scritto da: Jonathan Roberts & Maria Semple

### Trama
Il gruppo musicale Color Me Badd si trova in città e Kelly, Brenda, Donna e David studiano un piano per riuscire a incontrarli: vogliono nascondersi nella camera del Bel Air Hotel nella quale alloggiano i componenti della banda per riuscire ad avere i biglietti del sorteggio organizzato dalla radio. Nel frattempo, Steve ha ingaggiato una spogliarellista che si rechi a casa Walsh, ma Andrea arriva per prima per cui i ragazzi devono inventare una storia in modo tale che la ragazza non scopra la verità. Chi invece scopre la verità è Jim il quale ammette di aver lavorato come maitre in un ristorante. In hotel Donna sorprende la madre con un altro uomo.

## Un romantico fine settimana
- Titolo originale: Mexican Standoff
- Diretto da: Bradley Gross
- Scritto da: Steve Wasserman & Jessica Klein

### Trama
Jim proibisce a Brenda di andare con Dylan a Baja, in Messico. Kelly si innamora di un uomo, Jake, che si trova a casa di Kelly per preparare le nozze di Jackie. Brenda chiede a Kelly di coprirla facendo credere ai suoi genitori di trovarsi a casa con l'amica ma in realtà andrà a Baja con Dylan. David compra a Mel un paio di orecchini, uno per Mel e l'altro per Jakie come simbolo della loro unione. Donna è preoccupata per la situazione dei suoi genitori. Al ritorno da Baja, Brenda si accorge di non avere il passaporto, per cui non può rientrare a meno che non contatti i genitori...
- Nota: episodio che introduce lo spin- off  Melrose place

## Preparativi di nozze
- Titolo originale: Wedding Bell Blues
- Diretto da: Charles Braverman
- Scritto da: Darren Star

### Trama
Jim va a riprendere sua figlia ma è molto arrabbiato. Mel e Jackie celebrano le loro nozze in casa Walsh poiché la loro casa si è allagata. Andrea crede di non essere stata invitata al matrimonio, però in realtà non è così. Donna, Kelly e Brenda sono le damigelle d'onore. I genitori di Donna discutono su un possibile divorzio. Dylan è sul punto di bere prima di una conversazione con Jim.